# Gabriel Strobl

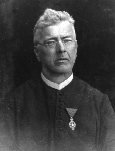
Gabriel Strobl

Gabriel Strobl (* 3. November 1846 in Unzmarkt, Steiermark als Carl Strobl; † 15. März 1925 im Stift Admont) war ein k. k. und k. u. k. österreichischer Priester, Botaniker und Entomologe.

## Leben
Seine Eltern waren der Lederermeister Ferdinand Strobl und die Magdalena, geb. Zettler, die ihn ursprünglich auf den Namen Carl taufen ließen.
Gabriel Strobl wuchs nach dem Tod seiner Mutter bei seiner Tante in Rottenmann auf. 1866, im Alter von 20 Jahren, wurde er Pater am Benediktinerkloster Stift Admont. Einem verheerenden Brand fiel 1865 das Naturalienkabinett des Klosters zum Opfer, zu dessen Inhalt Joseph Stammels Universum gehört hatte. Der Abt Karlmann Hieber (Amtszeit 1861–1868) betraute ihn mit dem Wiederaufbau des naturhistorischen Museums. In 44 Arbeitsjahren – bis zu einem Schlaganfall im Jahre 1910 – legte Gabriel Strobl eine neue Sammlung an. Die ersten 12 Jahre seiner Arbeit widmete er hauptsächlich der Botanik, bevor er sich 32 Jahre lang völlig der Entomologie widmete. Auch wenn seine veröffentlichten Arbeiten hauptsächlich die Zweiflügler (Dipteren, also Fliegen und Mücken) behandeln, arbeitete er doch auch über Hautflügler und Käfer der (bis 1918 teilweise zu Österreich-Ungarn gehörenden) Balkanhalbinsel.

## Schriften
- 1880. Dipterologische Funde um Seitenstetten. Ein Beitrag zur Fauna Nieder-Österreichs. In: Programm des Kaiserlich-königlichen Ober-Gymnasiums der Benedectiner zu Seitenstetten. Bd. 14, S. 3–65.
- 1893. Beiträge zur Dipterenfauna des österreichischen Littorale. In: Wiener Entomologische Zeitung. Bd. 12, S. 29–42, 74–80, 89–108, 121–136 und 161–170.
- 1894. Die Dipteren von Steiermark. In: Mitteilungen des Naturwissenschaftlichen Vereines für Steiermark. Bd. 29 (1892), S. 1–199 (zobodat.at [PDF]).
- 1894. Die Dipteren von Steiermark. II. Theil. In: Mitteilungen des Naturwissenschaftlichen Vereines für Steiermark. Bd. 30 (1893), S. 1–152 (zobodat.at [PDF]).
- 1898. Die Dipteren von Steiermark. 4. Teil: Nachträge. In: Mitteilungen des Naturwissenschaftlichen Vereines für Steiermark. Bd. 34 (1897), S. 192–298 (zobodat.at [PDF]).
- 1898. Fauna diptera Bosne, Hercegovine I Dalmacie.  In: Glasnik Zemaljskog muzeja u Bosni i Hercegovini. Bd. 10, S. 387–466, 562–616 (auf Serbisch).
- 1900. Dipterenfauna von Bosnien, Herzegovina und Dalmatien. In: Wissenschaftliche Mitteilungen aus Bosnien und der Herzegowina. Bd. 7, S. 552–670 (erweiterte deutsche Version des Aufsatzes von 1898).
- 1900. Spanische Dipteren. In: Wiener Entomologische Zeitung. Bd. 19 (zobodat.at [PDF], zobodat.at [PDF], zobodat.at [PDF], zobodat.at [PDF], zobodat.at [PDF]).
- 1900–04. Ichneumoniden Steiermarks (und der Nachbarländer). 4 Bände, Graz
- 1901. Tief’s dipterologischer Nachlass aus Kärnten und Österreich-Schlesien. In: Jahrbuch des Naturhistorischen Landesmuseums von Kärnten. Bd. 26 (1900), S. 171–246.
- 1902. Novi prilozi fauni diptera Balkanskog poluostrva. In: Glasnik Zemaljskog muzeja u Bosni i Hercegovini. Bd. 14, S. 461–517.
- 1904. Neue Beiträge zur Dipterenfauna der Balkanhalbinsel. In: Wissenschaftliche Mitteilungen aus Bosnien und der Herzegovina. Bd. 9, S. 519–581  (zobodat.at [PDF]; deutsche Übersetzung des Artikels von 1902).
- 1906. Spanische Dipteren. 2. Teil. In: Memorias de la Real Sociedad Española de Historia Natural, Segunda Epoca. Bd. 3 (1905), S. 271–422 (zobodat.at [PDF]).
- 1909, mit Leander Czerny: Spanische Dipteren. 3. Beitrag. In: Verhandlungen der Zoologisch-Botanischen Gesellschaft in Wien. Bd. 59, Nr. 6, S. 121–301 (zobodat.at [PDF]).
- 1910. Die Dipteren von Steiermark. 2. Nachtrag. In: Mitteilungen des Naturwissenschaftlichen Vereines für Steiermark. Bd. 46 (1909), S. 45–293 (zobodat.at [PDF]).

## Sammlungen
Die von Strobl gesammelten Zweiflügler und Käfer (ausgenommen exotische, d. h. außereuropäische Arten) befinden sich im Naturhistorischen Museum des Stifts Admont ebenso wie sämtliche Schmetterlinge. Die exotischen Käfer und Zikaden sowie sämtliche Hautflügler befinden sich im Landesmuseum Joanneum in Graz. Die Schwebfliegen (via H. R. Meyer) befinden sich im Hessischen Landesmuseum in Darmstadt.